# Thrift Shop
Thrift Shop (deutsch Gebrauchtwarenladen) ist ein Lied des US-amerikanischen Hip-Hop-Duos Macklemore & Ryan Lewis und Wanz. Der Titel ist auf dem Debütalbum The Heist des Duos enthalten und wurde erstmals am 1. August 2012 veröffentlicht. Es ist nach Lisa Loebs Stay (I Missed You) aus dem Jahre 1994 erst der zweite Nummer-eins-Hit in den Vereinigten Staaten, der im Eigenverlag erschien. Außerdem ist er seit We Are the World 25 for Haiti auch der erste Independent-Song auf der Spitzenposition der Billboard Digital Charts.

## Text
Im Text erklärt Macklemore, dass er nur Kleidung aus Secondhandläden kaufe und kritisiert die heutige Rapszene, in der es oftmals darum gehe, wie reich man sei, was man alles besitze und wie viel Geld man ausgebe. Dies stellt er im Text unter anderem damit dar, dass er bestimmte Sachen nur deshalb trage, weil diese lediglich 99 Cent gekostet hätten. Gegenüber MTV News gab er ein Statement zu den Lyrics ab: 

“Rappers talk about, oh I buy this and I buy that, and I spend this much money and I make it rain, and this type of champagne and painting the club, and this is the kind of record that's the exact opposite. It’s the polar opposite of it. It’s kind of standing for like let’s save some money, let’s keep some money away, let's spend as little as possible and look as fresh as possible at the same time.”

„Rapper sagen Sachen wie: „Oh, ich kauf dies und das, ich geb viel aus und lass Geld regnen“ und über diese bestimmte Sorte Champagner und wie sie im Club abgehen, und dieser Song ist das Gegenteil. Er ist der genaue Gegenpol dazu. Es steht ungefähr für „Lass uns etwas Geld sparen, lass uns etwas vom Geld behalten, gib so wenig wie möglich aus und sieh dabei so gut wie möglich aus“.“

## Musikvideo
Das offizielle Musikvideo wurde erstmals am 29. August 2012 auf dem YouTube-Kanal von Ryan Lewis veröffentlicht, wo es bis Oktober 2013 über 444 Millionen und bis März 2014 über 510 Millionen Aufrufe verbuchen konnte. Zu Beginn fährt Ryan Lewis mit einem DeLorean DMC-12 an einem Nachtclub vor und Macklemore rappt darüber, dass er wegen seiner billigen Kleidung bewundert wird. Später im Video sieht man ihn in einem Secondhandladen, während er unter anderem ein kaputtes Keyboard und andere günstige Ware kauft. Ab dem vorletzten Refrain sieht man Wanz im Club, am Ende wird erneut ein Secondhandladen gezeigt. Der Clip endet mit einem Mädchen, das „Is that your grandma’s coat?“ („Ist der Mantel von deiner Oma?“) fragt und lacht. Gedreht wurde das Musikvideo von Macklemore, Ryan Lewis und Jon Jon Augustavo.

## Kritiken
Thrift Shop bekam durchweg gute Kritik. Robert Copsey von Digital Spy lobte den Humor des Lieds und beschrieb es als „Lied, wie es nur wenige gibt: originell, musikalisch gewagt und wirklich lustig“. Er vergab fünf von fünf möglichen Sternen. Tris McCall von NJ zeichnete den Track am 4. Januar 2013 als Song of the Week aus. Der Titel sei eine starke Kritik an der Rapszene, aber der Humor des Songs mache diesen deutlich erträglicher. Macklemore komme außerdem als ein „griesgrämiger Purist“ herüber, der er jedoch gar nicht sei.

## Kommerzieller Erfolg

### Chartplatzierungen
Das Lied wurde ein weltweiter Überraschungserfolg und erreichte in Australien, Kanada, Dänemark, Finnland, Frankreich, Neuseeland, Norwegen, in der Schweiz, in Großbritannien und in den USA Platz eins der Charts. In Österreich und Deutschland stieg die Single bis auf Platz zwei. In Australien platzierte sich Thrift Shop auf Platz neun der Jahrescharts 2012.
| ChartsChartplatzierungen       | Höchstplatzierung | Wochen |
| ------------------------------ | ----------------- | ------ |
| Deutschland (GfK)              | 2 (62 Wo.)        | 62     |
| Österreich (Ö3)                | 2 (44 Wo.)        | 44     |
| Schweiz (IFPI)                 | 1 (39 Wo.)        | 39     |
| Vereinigte Staaten (Billboard) | 1 (49 Wo.)        | 49     |
| Vereinigtes Königreich (OCC)   | 1 (40 Wo.)        | 40     |

| ChartsJahrescharts (2013)      | Platzierung |
| ------------------------------ | ----------- |
| Deutschland (GfK)              | 7           |
| Österreich (Ö3)                | 12          |
| Schweiz (IFPI)                 | 5           |
| Vereinigte Staaten (Billboard) | 1           |
| Vereinigtes Königreich (OCC)   | 7           |

| ChartsJahrescharts (2010–2019) | Platzierung |
| ------------------------------ | ----------- |
| Österreich (Ö3)                | 55          |
| Vereinigte Staaten (Billboard) | 27          |

### Auszeichnungen für Musikverkäufe
| Land/Region                  | Auszeichnungen für Musikverkäufe (Land/Region, Auszeichnung, Verkäufe) | Verkäufe   |
| ---------------------------- | ---------------------------------------------------------------------- | ---------- |
| Australien (ARIA)            | 11× Platin                                                             | 770.000    |
| Belgien (BRMA)               | Gold                                                                   | 15.000     |
| Dänemark (IFPI)              | Platin                                                                 | 30.000     |
| Deutschland (BVMI)           | 3× Gold                                                                | 450.000    |
| Finnland (IFPI)              | —                                                                      | 27.215     |
| Frankreich (SNEP)            | Platin                                                                 | 150.000    |
| Italien (FIMI)               | 2× Platin                                                              | 60.000     |
| Kanada (MC)                  | Diamant                                                                | 800.000    |
| Mexiko (AMPROFON)            | 3× Gold                                                                | 90.000     |
| Neuseeland (RMNZ)            | 5× Platin                                                              | 75.000     |
| Niederlande (NVPI)           | 2× Platin                                                              | 160.000    |
| Norwegen (IFPI)              | 12× Platin                                                             | 120.000    |
| Österreich (IFPI)            | Platin                                                                 | 30.000     |
| Schweden (IFPI)              | 4× Platin                                                              | 160.000    |
| Schweiz (IFPI)               | Platin                                                                 | 30.000     |
| Spanien (Promusicae)         | Platin                                                                 | 60.000     |
| Vereinigte Staaten (RIAA)    | Diamant                                                                | 10.000.000 |
| Vereinigtes Königreich (BPI) | 3× Platin                                                              | 1.800.000  |
| Insgesamt                    | 3× Gold · 46× Platin · 2× Diamant ·                                    | 14867.215  |

Hauptartikel: Macklemore & Ryan Lewis/Auszeichnungen für Musikverkäufe

### Auszeichnungen für Musikstreaming
| Land/Region          | Auszeichnungen für Musikverkäufe (Land/Region, Auszeichnung, Verkäufe) | Verkäufe   |
| -------------------- | ---------------------------------------------------------------------- | ---------- |
| Dänemark (IFPI)      | 5× Platin                                                              | 13.000.000 |
| Spanien (Promusicae) | Platin                                                                 | 8.000.000  |
| Insgesamt            | 6× Platin ·                                                            | 21.000.000 |

Hauptartikel: Macklemore & Ryan Lewis/Auszeichnungen für Musikverkäufe